# Maître du Wavrin de Londres
Ne doit pas être confondu avec Maître de Wavrin.
Le Maître du Wavrin de Londres désigne par convention un enlumineur actif entre 1470 et 1485 à Bruges. Il doit son nom au manuscrit de la Chronique d'Angleterre de Jean de Wavrin aujourd'hui conservé à la British Library à Londres. 

## Éléments biographiques

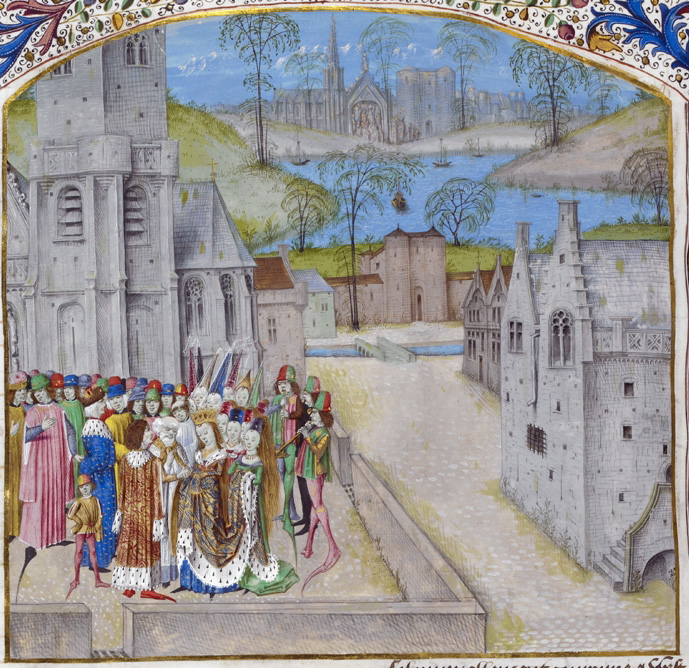
Le mariage d'Édouard II et d'Isabelle de France, Chronique d'Angleterre, BL, f.295v.

Le corpus de ses œuvres a été constitué en 2003 par l'historien de l'art américain Scot McKendrick à partir d'un manuscrit de la Chronique d'Angleterre de Jean de Wavrin ayant appartenu à Édouard IV. Il est actif à Bruges dans la peinture de textes profanes. Il s'agit d'un suiveur du Maître d'Antoine de Bourgogne. Son œuvre a été rattachée un temps aux Maîtres de la Toison d'or, du nom de manuscrits de l'histoire de la Toison d'or de Guillaume Fillâtre. Il est proche par ailleurs du Maître du Froissart du Getty avec qui il collabore.

## Style
Son style se définit par des lignes claires et nettes qui s'adoucissent par des jeux de lumière sur les personnages et les paysages. Sa palette est généralement claire, avec des dominantes de violet, bleu, vert pale et le rose, avec lesquels contrastes des inclusions de marron foncé et de noir. Ses compositions se caractérisent par des paysages qui s'imposent par un horizon très haut et qui s'achèvent généralement par des montagnes enneigées. 

## Œuvres attribuées

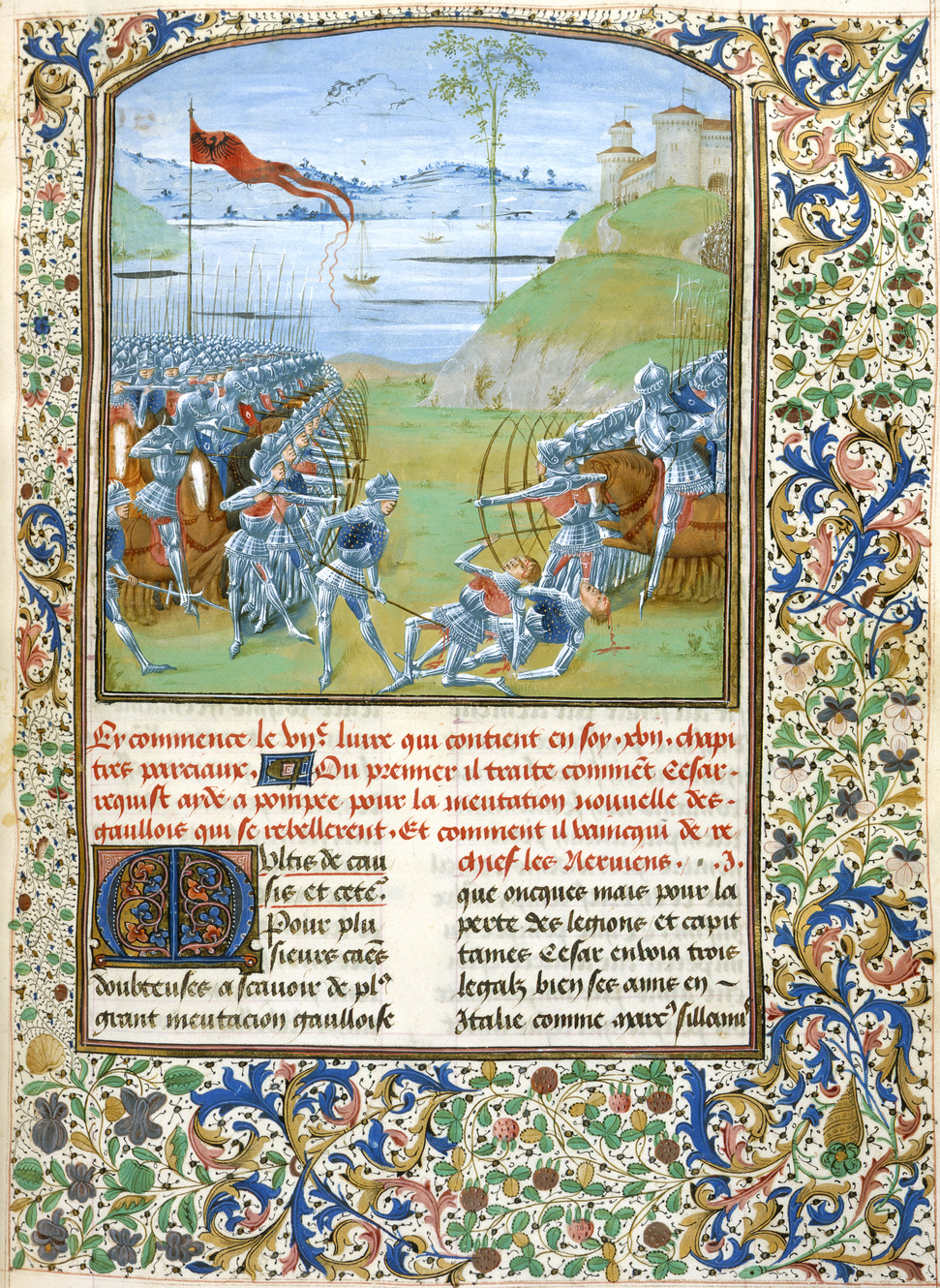
Scène de bataille, Commentaires de César, BL, f.189r.

- Bible historiale d'Édouard IV, peinte en collaboration avec le Maître d'Édouard IV, Philippe de Mazerolles et le Maître du Flavius Josèphe du musée Soane notamment, vers 1479, British Library, Royal 18 D IX
- Commentaires de César, traduits par Jan du Quesne, peint pour Édouard IV, vers 1473-1477, British Library, 16 G VIII[2]
- Chronique d'Angleterre (1re partie) de Jean de Wavrin, destiné à Édouard IV, avec quelques bordures du Maître de la Toison d'or de Vienne et de Copenhague, vers 1475, BL, Royal 15 E IV[3]
- Trésor des histoires, vers 1475-1480, en collaboration avec le Maître du Froissart du Getty et un suiveur de Loyset Liédet, BL, Cotton, Augustus A V
- Histoire de la toison d'or de Guillaume Fillâtre, 3 miniatures attribuées au Maître, Archives d'État autrichiennes, Vienne, Archives de l'ordre de la toison d'or, Ms.1
- Statuts et armoiries de l'ordre de la toison d'or, exemplaire de Jean de Lannoy (attribué à l'entourage du Maître), vers 1481-1486, BL, Harley 6199[4]
- Chroniques de Froissart, en collaboration avec le Maître du Froissart du Getty et d'autres maîtres anonymes, vers 1480-1485, J. Paul Getty Museum, Los Angeles, Ludwig XIII 7[5]
- Régime de santé, 1 miniature de frontispice en collaboration avec des collaborateurs du Maître d'Antoine de Bourgogne, bibliothèque du Palais national d'Ajuda, Lisbonne, 52-XIII-26